# Winningen
Winningen là một đô thị thuộc thuộc huyện Mayen-Koblenz, phía tây nước Đức. Đô thị Winningen có diện tích 79 km², dân số thời điểm ngày 31 tháng 12 năm 2006 là 6,66 người.